# Rudolf Zimmermann
Rudolf Zimmermann (Rochlitz, 1878. szeptember 8. – 1943. augusztus 28.) zoológus, ornitológus, mineralógus.

## Élete
Először ügyvédnek tanult, majd kereskedőknél szolgált, de 1902-től szabadúszó írónak állt. Kezdetben a néprajz, a tájköltészet, a geológia és az ásványtan állt érdeklődése középpontjában, 1905–1906-tól kezdődően az állatok fényképezése, mint a zoológiai kutatás eszköze kötötte le teljes mértékben a figyelmét. Úttörő munkát végzett e téren a német tudomány számára.
1908-tól jelentek meg felvételeivel a gerinces állatok különböző csoportjairól kiadott kötetek, és tették ismertté. Ennek köszönheti azt is, hogy az első világháború alatt a białowieżai katonai erdészeti hatóság alkalmazta (ekkor fényképeket is készített a bielowiezai bölényekről). A háborút követően Drezdában magánzoológusként és szabadúszó íróként felemelkedett Németország vezető állatfényképészei és lokálzoológusai közé. Termékeny munkájának eredménye többek között a „Naturwissenschafliche Beobachter” című folyóirat utolsó köteteinek kiadása, a „Verein Sächsischer Ornithologen” (Szászországi Ornitológusok Egyesülete) 1922-es megalapítása, az egyesület tudományos közleményeinek szerkesztése, a palearktikus gerincesek kutatásának szentelt „Zoologica palearctica” folyóirat 1923-as megalapítása, vezetése. Elsődleges célja Szászország gerinces-, ezen belül is elsősorban madárállományának felmérése volt.
Rudolf Zimmermann részt vett a Fertő birodalmi részének gerinces, ezen belül is elsősorban ornitológiai felmérésében. Zimmermann, alapos drezdai előkészületeket követően 1940-ben igen hamar alkalmazkodott a Fertő tó jelentette teljesen új körülményekhez, és kiváló eredményeket ért el. Ezért egyértelmű volt, hogy ottani munkásságát 1941-ben és 42-ben is folytatta. Súlyosbodó betegsége azonban 1943-ban megakadályozta a terepi munkák elkezdésében, és „Beiträge zur Kenntnis der Vogelwelt des Neusiedler Seegebiets” című könyvének írása közben, 1943. augusztus 28-án elhunyt.

## Munkássága
Természetfotói a természet a szó szoros értelmében vett lenyomatai, hisz Zimmermanntól távol állt a képek beállítása, illetve bármilyen utómunkálat (retusálás). Szelídített állatokat nem fényképezett. Így az állatok természetes életfolyamataiba, ökológiájába, elterjedésébe, szaporodásbiológiájába stb. adnak betekintést képei. Kemény harcot vívott a képek mindennemű hamisítása ellen (fotómontázsok, kitömött állatok fotózása, fogságban élő állatok használata stb.).

## Külső hivatkozások
- Rochlitz
- Rudolf Zimmermann